# Jerson Malagón
Jerson Andrés Malagón Piracún, noto semplicemente come Jerson Malagón (Bogotà, 26 giugno 1993), è un calciatore colombiano, difensore del Dep. La Guaira.